# Hagia Irene
De Hagia Irene (Grieks: Αγία Ειρήνη ("Heilige vrede"), Turks: Aya İrini) is een voormalige Byzantijnse kerk in de Turkse stad Istanboel. De kerk is gelegen in de voorhof van het Topkapi-paleis.
De kerk werd in de 4e eeuw gebouwd door keizer Constantijn de Grote, op de plaats waar eerst een Romeinse tempel stond. Bij het Nika-oproer in 532 werd de kerk verwoest, waarna keizer Justinianus I van Byzantium de kerk weer liet herstellen.
Voor de ingebruikneming van de Hagia Sophia werd de kerk gebruikt als zetel van het patriarchaat van Constantinopel. De huidige vorm van de kerk dateert uit de 8e eeuw.
Na de val van Constantinopel in 1453 werd de kerk door de Janitsaren als arsenaal gebruikt. Het gebouw is een van de weinige ex-kerkgebouwen uit de Byzantijnse periode die nooit als moskee in gebruik is geweest.
Heden ten dage is de kerk een museum en wordt daarnaast wegens de goede akoestiek gebruikt voor muziekuitvoeringen.